# Liceo Militar General Artigas
Liceo Militar General Artigas, es un instituto de educación secundaria militar de Uruguay. Está ubicado en calle Camino Castro 290 en el barrio Prado en Montevideo.
Imparte educación pública, gratuita, laica, mixta y siguie los planes del Consejo Nacional de Secundaria creando un ámbito específico de desarrollo educativo. Se pueden realizar estudios secundarios en los niveles 4, 5 y 6 año (no hay orientación biológica).  Es gestionado por el Ejército Nacional.

## Historia
Fue creado el 13 de marzo de 1947, mediante el Decreto Nº 9.010 del Poder Ejecutivo durante la presidencia de Tomás Berreta, con la denominación de Liceo Militar; en ese hecho histórico se encontraban las siguientes autoridades: el ministro de  Defensa Nacional General de Div. (R) Pedro  A. Munar, el ministro de  Instrucción Pública y Previsión Social doctor en medicina Francisco Forteza, el Inspector General del Ejército el General de Div. Pedro Sicco, y el director de la Escuela Militar el General Abelardo González. 
Su primer Director fue el entonces teniente coronel Gilberto Armando Bertola, el centro educativo se crea con el objeto de: “impartir  enseñanza gratuita secundaria en los cursos de 3° y 4° año, sobre los mismos planes de estudio y programas adoptados por el Consejo Nacional de Enseñanza Secundaria y Preparatoria”, y rigiendo su vida por las mismas normas establecidas para la Escuela Militar, teniendo también como finalidad la instrucción premilitar determinada en la Ley N° 9.943 de Instrucción Militar Obligatoria (inciso a) del artículo  9°), lo que  comportaría un evidente beneficio para aquellos alumnos que no terminaran sus cursos o que terminándolos, no ingresaran a Institutos Militares.
El 24 de agosto de ese mismo año se realizó la ceremonia de entrega del primer Pabellón de Guerra, a la que asistieron el Presidente de la República Luis Batlle Berres y la primera dama Matilde Ibáñez Tálice, quien hizo entrega de la bandera, por lo que, a partir de ese día recibiría el título de Madrina del Liceo Militar, función honoraria que desempeñaría hasta su fallecimiento.

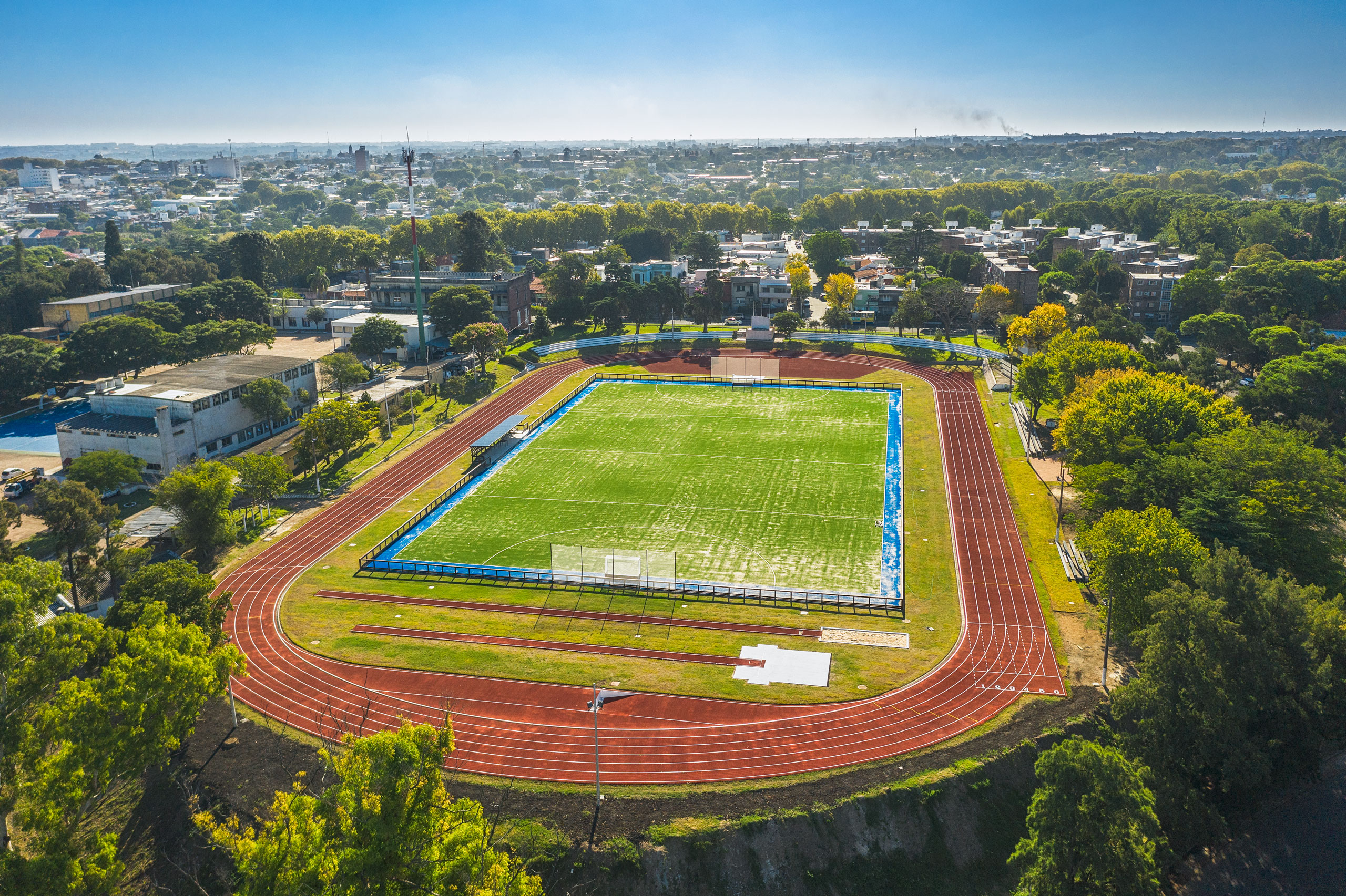
Pista de atletismo del Prado, asignada al Liceo Militar en 1966.

El 10 de diciembre de 1947 se definió como sede del liceo militar el entonces Cuartel del Prado, del Agrupamiento de Antiaéreo N°1, en la antigua villa de El Buen Retiro, que había sido propiedad de José de Buschental desde mediados del siglo XIX y en donde se emplazaba el primer molino a vapor del país. En 1949 se implanta el régimen de semi internado, aumentando la cantidad de matriculados a 220 alumnos.
En 1984 se modificó la currícula de enseñanza, por lo que se comenzó a impartir el 5 años de bachillerato, con las orientaciones de Científico y Humanístico; al año siguiente se agregaron el curso de 6 año de bachillerato, con las diversificaciones de Ingeniería, Arquitectura, Derecho y Economía. Asimismo, fue el último año en el que se dictó el Ciclo Básico de la educación secundaria. Desde 1988 se dictan los estudios secundarios en los niveles 4, 5 y 6 año, pero no hay orientación biológica.
Impartiendo educación gratuita, laica y siguiendo los planes del Consejo Nacional de Secundaria creando un ámbito específico de desarrollo educativo. El ingreso es a través de una prueba de admisión que consta de una evaluación médica y psicológica, una prueba de aptitud física, una prueba de literatura y matemática (para los estudiantes que tengan notas inferiores a 10 en su escolaridad); la nota final es un promedio de todos los exámenes. Trabajan con un equipo multidisciplinario compuesto por una antropóloga, una socióloga, un psicólogo para cada nivel y un psicopedagogo para ayudar a los estudiantes.
En 1996 ingresa al liceo militar la primera generación de mujeres. Son 104 alumnas y de esta generación saldrían las primeras mujeres oficiales para las Fuerzas Armadas de Uruguay. 
En 2018 el liceo contaba con 386 estudiantes, solo abandonan los estudios un 2% de los que ingresan. Cuenta con una Comisión de Exalumnos, y también Comisión de Padres.

Desde 2020 fue el director es el coronel Alejandro Córdoba Schunk.
Su actual director es el coronel Gustavo Etchandy Sena.

## Anexo
Desde 2018 cuentan con una sede en la Ruta 5 km 390, en Tacuarembó en el predio en el que se encuentra la División del Ejército III. Se puede cursar 4 y 5 año. Al igual que en la sede de Montevideo, funciona un régimen de internado con alojamiento propio, alimentación, cobertura sanitaria y está acondicionado con todas las comodidades para brindar una educación mixta.

## Directores
En la siguiente lista se enlistan los Directores del Liceo Militar General Artigas desde su fundación:

| - Cnel. Gilberto A. Bertola (13/04/1947 al 21/08/1953) - Cnel. Alcides R. Tamiel (21/08/1953 al 12/05/1958) - Cnel. Roberto E. Berisso (12/05/1958 al 13/04/1959) - Cnel. Otto Schultze (13/04/1959 al 16/02/1965) - Cnel. Hugo Linares Brum (16/02/1965 al 16/06/1967) - Cnel. Juan J. Sasiain (13/06/1967 al 20/05/1969) - Cnel. Aníbal L. Rifas Silva (20/05/1969 al 15/08/1972) - Cnel. Martín E. Guarino (23/08/1972 al 13/04/1973) - Cnel. Roberto E. Buero (04/06/1973 al 22/09/1976) - Cnel. Yelton A. Bagnasco (22/09/1976 al 04/09/1980) - Cnel. Nelson H. Corbo (04/09/1980 al 08/04/1983) - Cnel. Óscar A. Navarro (08/04/1983 al 21/03/1985) | - Cnel. Alberto P. Loureiro (22/03/1985 al 20/10/1986) - Cnel. Washington E. Scala (30/10/1986 al 30/06/1988) - Cnel. Miguel A. Aparicio (01/07/1988 al 17/12/1989) - Cnel. Enrique González L. (17/12/1989 al 09/08/1993) - Cnel. Daniel Conti (09/08/1993 al 20/09/1995) - Cnel. Julio E. Herrera (26/09/1995 al 01/03/1996) - Cnel. Héctor R. Islas (01/03/1996 al 09/09/1997) - Cnel. Carlos E. Vernengo (09/09/1997 al 26/06/1999) - Cnel. Enrique E. Hernández (29/06/1999 al 27/12/2000) - Cnel. Alejandro A. Varela (27/12/2000 al 15/01/2002) - Cnel. Tranquilino E. Machado (18/01/2002 al 04/02/2004) - Cnel. Jorge W. Rosales (05/02/2004 al 31/01/2006) | - Cnel. Juan J. Saavedra (03/03/2006 al 07/09/2007) - Cnel. Julio Faguada (07/09/2007 al 07/01/2010) - Cnel. Pedro Vidal (07/01/2010 al 12/04/2011) - Cnel. Gerardo D. Fregossi (13/04/2011 al 24/09/2013) - Cnel. Gustavo Volonte (25/09/2013 al 20/01/2016) - Cnel. Omar Carabajal (21/01/2016 al 07/08/2018) - Cnel. Fernando A. Moura (07/08/2018 al 10/02/2020) - Cnel. Alejandro D. Córdoba (05/05/2020 a la actualidad) |

## Reconocimientos
El 16 de octubre de 2017, al instituto se le otorgó la Distinción al Mérito Aeronáutico en la categoría de Oficial y Diploma, en reconocimiento por su aporte en la formación de Aviadores de la Fuerza Aérea.